# Fredy Schmidtke
Fredy Schmidtke, född den 1 juli 1961 i Köln-Worringen, Tyskland, död 1 december 2017, var en västtysk tävlingscyklist som tog OS-guld i kilometerlopp vid OS 1984 i Los Angeles.